# Delta Arae
Delta Arae (δ Ara / δ Arae) è una stella bianco-azzurra nella sequenza principale di magnitudine 3,6 situata nella costellazione dell'Altare. Dista 187 anni luce dal sistema solare.

## Osservazione
Si tratta di una stella situata nell'emisfero celeste australe. La sua posizione è fortemente australe e ciò comporta che la stella sia osservabile prevalentemente dall'emisfero sud, dove si presenta circumpolare anche da gran parte delle regioni temperate; dall'emisfero nord la sua visibilità è invece limitata alle regioni temperate inferiori e alla fascia tropicale. Essendo di magnitudine 3,6, la si può osservare anche dai piccoli centri urbani senza difficoltà, sebbene un cielo non eccessivamente inquinato sia maggiormente indicato per la sua individuazione.
Il periodo migliore per la sua osservazione nel cielo serale ricade nei mesi compresi fra maggio e settembre; nell'emisfero sud è visibile anche per gran parte della primavera, grazie alla declinazione boreale della stella, mentre nell'emisfero sud può essere osservata limitatamente durante i mesi estivi boreali.

## Caratteristiche fisiche
La stella è bianco-azzurra di sequenza principale, ha una massa ed un raggio che sono circa il triplo di quelli del Sole, mentre l'età stimata è di 125 milioni di anni.
La magnitudine assoluta è di -0,19 e la sua velocità radiale positiva indica che la stella si sta allontanando dal sistema solare.
Delta Arae ha una compagna ottica di magnitudine 11,8, separata da 47,4 secondi d'arco e con angolo di posizione di 313 gradi rispetto alla più brillante vicina.